# 双岔林场
双岔林场，是中国甘肃省甘南藏族自治州碌曲县下辖的一个乡镇级行政单位。

## 行政区划
双岔林场共辖以下地区：
双岔林场虚拟居委会。